# جون مايلز (مغني)
جون مايلز (بالإنجليزية: John Miles)‏ هو مغني وكاتب أغاني وملحن بريطاني، ولد في 23 أبريل 1949 في جارو ‏ في المملكة المتحدة.

## وصلات خارجية
- الموقع الرسمي
- جون مايلز على موقع IMDb (الإنجليزية)
- جون مايلز على موقع ميوزك برينز (الإنجليزية)
- جون مايلز على موقع أول ميوزيك (الإنجليزية)
- جون مايلز على موقع ديسكوغز (الإنجليزية)
- جون مايلز على موقع قاعدة بيانات الفيلم (الإنجليزية)